# Đại Hưng, Khoái Châu
Đại Hưng là một xã thuộc huyện Khoái Châu, tỉnh Hưng Yên, Việt Nam.

## Địa lý
Xã Đại Hưng nằm ở phía nam huyện Khoái Châu, cách trung tâm huyện 7 km, có vị trí địa lý:
- Phía đông giáp huyện Kim Động
- Phía tây giáp xã Chí Tân
- Phía nam giáp xã Thuần Hưng
- Phía bắc giáp xã Phùng Hưng.

Xã Đại Hưng có diện tích 3,70 km², dân số năm 2019 là 7.046 người, mật độ dân số đạt 1.907 người/km².

## Hành chính
Xã Đại Hưng được chia thành 4 thôn: có 8 đội sản suất đc chia thành 4 thôn đánh số từ 1 đến 4

## Lịch sử
Trước đây, Đại Hưng là một xã thuộc huyện Châu Giang cũ.
Ngày 24 tháng 7 năm 1999, Chính phủ ban hành Nghị định số 60/1999/NĐ-CP về việc chuyển xã Đại Hưng thuộc huyện Châu Giang cũ chuyển về huyện Khoái Châu mới tái lập quản lý.

## Kinh tế - xã hội
Xã Đại Hưng có 2 chợ: Đại Quan và Chùa mét. Là nơi giao thương buôn bán của các thương gia tầm cỡ,tập trung rất nhiều thương gia ở quanh khu vực địa bàn các xã bên cạnh như: Phùng Hưng, Chí Tân, Việt Hòa,...
Trường THPT Khoái Châu cơ sở 2 nằm trên địa bàn xã Đại Hưng.

## Văn hóa
Có câu "Đại Quan 9 giếng 3 chùa" nhưng nay chỉ còn tồn tại ngôi chùa tên gọi là Kim Liên. Làng Đại Quan có nghề truyền thống làm gạch thủ công, nay chuyển sang làm làm gạch tuylen theo công nghệ mới. Hội làng Đại Quan 3 năm 1 lần vào ngày 10 - 12/02 âm lịch.